# Antonia Maass
Antonia Maass (ou Antonia Maaß) est une chanteuse allemande active dans les années 1970. Si sa carrière solo est modeste, elle tire sa notoriété de sa collaboration avec David Bowie lors de l'enregistrement de l'album "Heroes" à Berlin, dont elle a été involontairement l'inspiratrice de la chanson-titre.

## Carrière
Antonia Maass commence une carrière de chanteuse solo qui la conduit à sortir en 1970 chez Polydor l'album Die Farbige Stadt (paroles et musiques de Shebert Schule). En 1971 le label publie deux singles de nouvelles chansons. 	
Elle devient la chanteuse du groupe jazz-rock berlinois The Messengers, ou Messengers (11), surtout actif de 1975 à 1977.

### Collaboration avec David Bowie
Antonia rencontre Bowie et son producteur Tony Visconti dans un club berlinois. The Messengers enregistrent alors aux studios Hansa en même temps que le Britannique, qui la recrute pour les chœurs.    
Elle est ainsi créditée comme choriste sur l'album "Heroes". On l'entend chanter sur plusieurs pistes du disque, dont la chanson titre et Beauty And The Beast. Elle co-écrit les paroles de la version allemande du morceau "Heroes", Helden, qu'elle aide Bowie à apprendre à prononcer,.     
Le chanteur-compositeur explique que l'idée de la chanson lui est venu en voyant, depuis une fenêtre du studio qui donnait alors sur le mur de Berlin, un couple s'embrasser : Antonia Maass et Tony Visconti. L'identité du couple n'a été divulguée par Bowie qu'en 2003 — et confirmée par le producteur — car Tony Visconti était à l'époque encore marié avec Mary Hopkin.    

## Discographie

### Solo
- 1970 : Die farbige Stadt, par Antonia Maaß (Polydor 2371 033)

1. Gras und Bäume
2. Die Zeiten des Helois sind vorbei
3. Schlafe nicht
4. Komm
5. Atlantis II
6. Katze und Maus
7. Federwolken
8. Die Hunde
9. Der Pfahl in der Erde
10. Die Ballade von den drei Blättern
11. Du bist der Narr

- Schwarz Und Weiss / Wann Werden Die Menschen Brüder, EP, Polydor, 1971[4]
- Ich Brech Alle Brücken Ab (Burning Bridges) / Nur Der Wind Ist Mein Freund (Can A Butterfly Cry), EP, Polydor, 1971[4]

### Filmographie
Elle apparaît en 1970 dans un épisode de la série télévisée Die Drehscheibe, dans lequel elle joue le rôle d'une chanteuse.

### Avec David Bowie
- 1977 : "Heroes", par David Bowie (RCA Records)
- "Helden", version de "Heroes" chantée en partie en allemand sortie en Allemagne de l'Ouest en 1977, David Bowie, Brian Eno, Antonia Maass, 6:07.